# Rio Cuieiras (vattendrag i Brasilien, lat -2,83, long -60,51)
Rio Cuieiras är ett vattendrag i Brasilien.   Det ligger i delstaten Amazonas, i den nordvästra delen av landet, 2 000 km nordväst om huvudstaden Brasília.
I omgivningarna runt Rio Cuieiras växer i huvudsak städsegrön lövskog. Runt Rio Cuieiras är det ganska tätbefolkat, med 144 invånare per kvadratkilometer.